# Ogasawara Nagatoki
Ogasawara Nagatoki (小笠原長時?   9 de noviembre de 1519 - 17 de abril de 1583) fue un daimyō de la Provincia de Shinano durante el período Sengoku de la historia de Japón.
En 1542 la Provincia Shinano fue invadida por Takeda Shingen, por lo que el clan Ogasawara se alió con Murakami Yoshikiyo, Suwa Yorishige y Kiso Yoshiyasu con la intención de detenerlo. La alianza se encontró con las tropas del clan Takeda el 9 de marzo de 1542 en la Batalla de Sezawa y fueron derrotados.
Después de la derrota y la conquista de sus tierras, Ogasawara se alió con Uesugi Kenshin, el principal rival de Shingen. Peleó al lado de Takatō Yoritsugu en 1545, donde fallaron en defender el Castillo Takatō. Ogasawara fue derrotado de nuevo por Takeda shingen en 1548 en la Batalla de Shiojiritoge, donde fue víctima de un ataque sorpresa nocturno y la mayoría de sus hombres fueron muertos. Su racha perdedora continuaría el siguiente año, cuando Shingen asedió distintos castillos, entre ellos en Castillo Fukashi (hoy Castillo Matsumoto).
Esta última derrota hizo que Ogasawara se retirara a Kioto, donde enseñó el uso del arco y el caballo (Kyūdō) hasta que fue asesinado en 1583. Algunos de sus descendientes se convirtieron en daimyō durante el periodo Edo.